# Dale Appleby

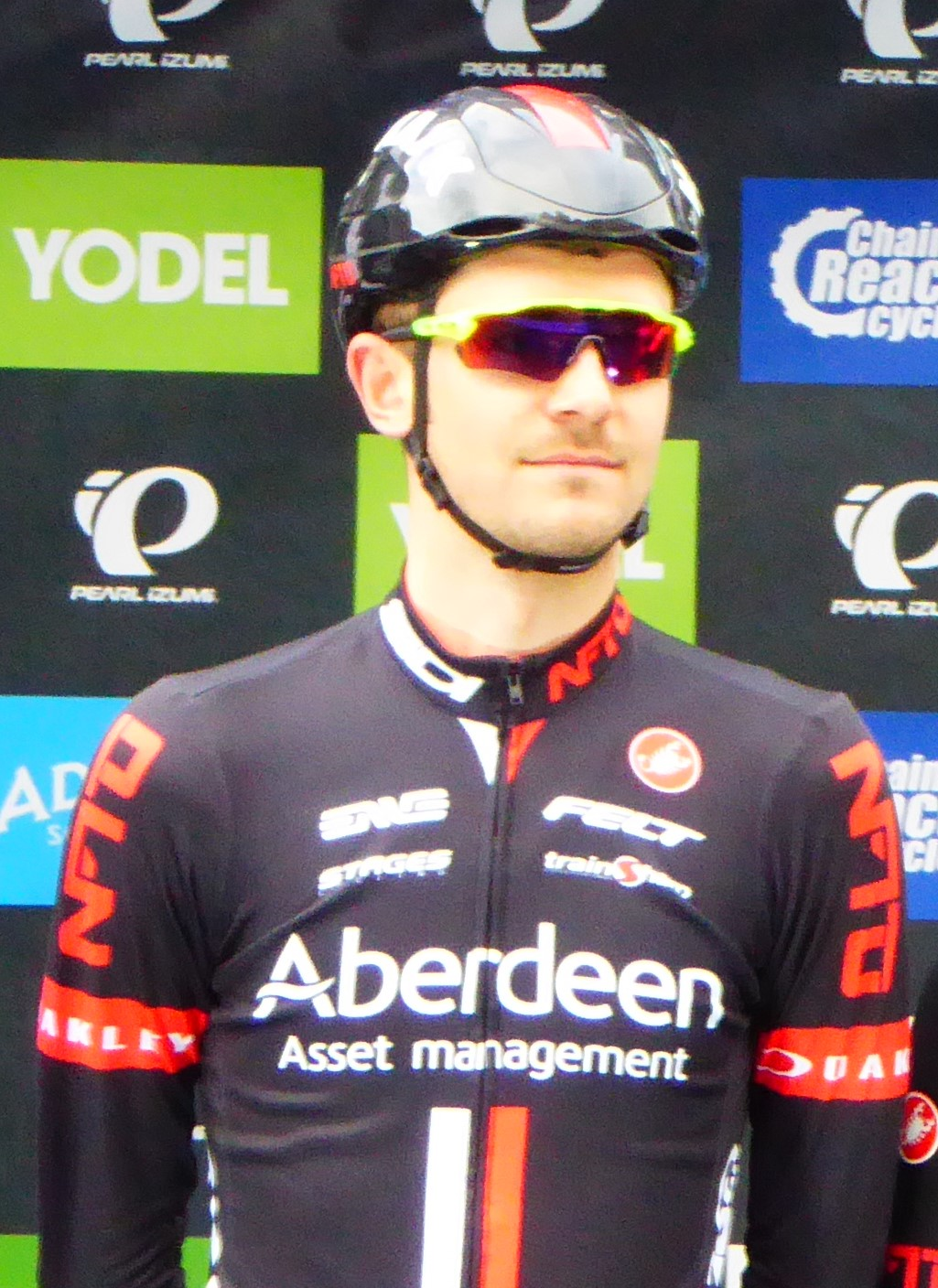
Dale Appleby bei der Tour Series 2016

Dale Appleby (* 19. Dezember 1986 in Pontypridd) ist ein britischer Straßenradrennfahrer aus Wales.
Dale Appleby begann seine Karriere 2006 bei dem britischen Continental Team Recycling.co.uk. In seinem ersten Jahr dort wurde er walisischer Meister im Straßenrennen. Bei der britischen Meisterschaft belegte er im Einzelzeitfahren der U23-Klasse den dritten Platz. 2009 wechselte Appleby zu Candi TV-Pinarello RT und seit 2010 fährt er für das Team Raleigh. In seiner ersten Saison dort wurde er walisischer Meister im Straßenrennen und er belegte den neunten Rang in der Gesamtwertung des Ringerike Grand Prix.

## Erfolge
2006
- Walisischer Meister – Straßenrennen

2010
- Walisischer Meister – Straßenrennen

## Teams
- 2006 Recycling.co.uk
- 2007 VC Seano One Team
- 2008 Rapha Condor-Recycling.co.uk
- 2009 Candi TV-Marshalls Pasta RT
- 2010 Team Raleigh
- 2011 CyclePremier.com-Metaltek

- 2013 Metaltek-Knights of Old
- 2014 Team NFTO